# Cueva de El Soplao

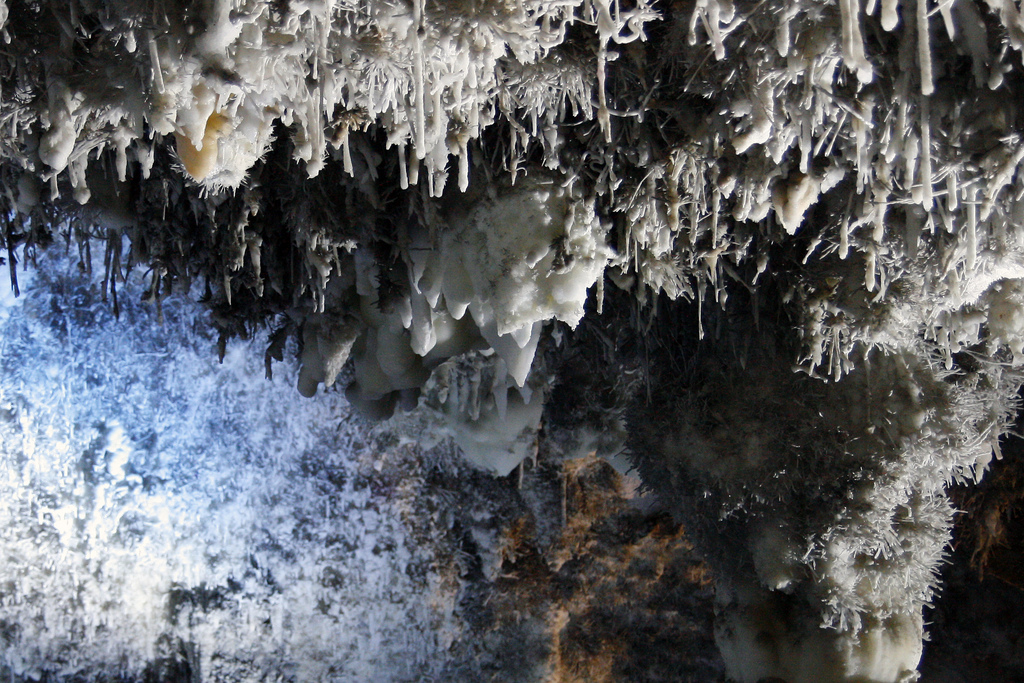
Helictitas de calcita en las bóvedas de la cueva.

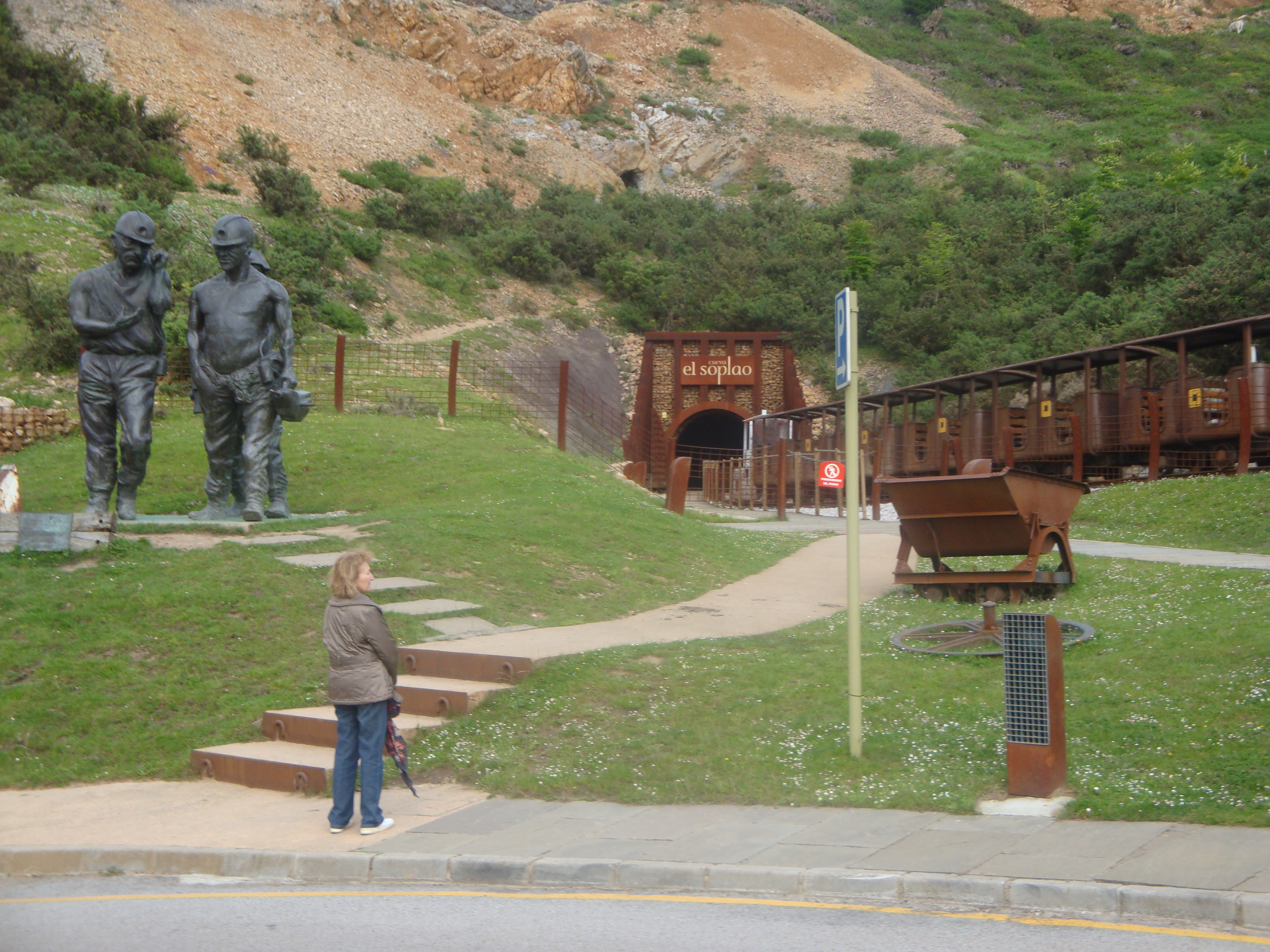
Acceso a la cueva de El Soplao

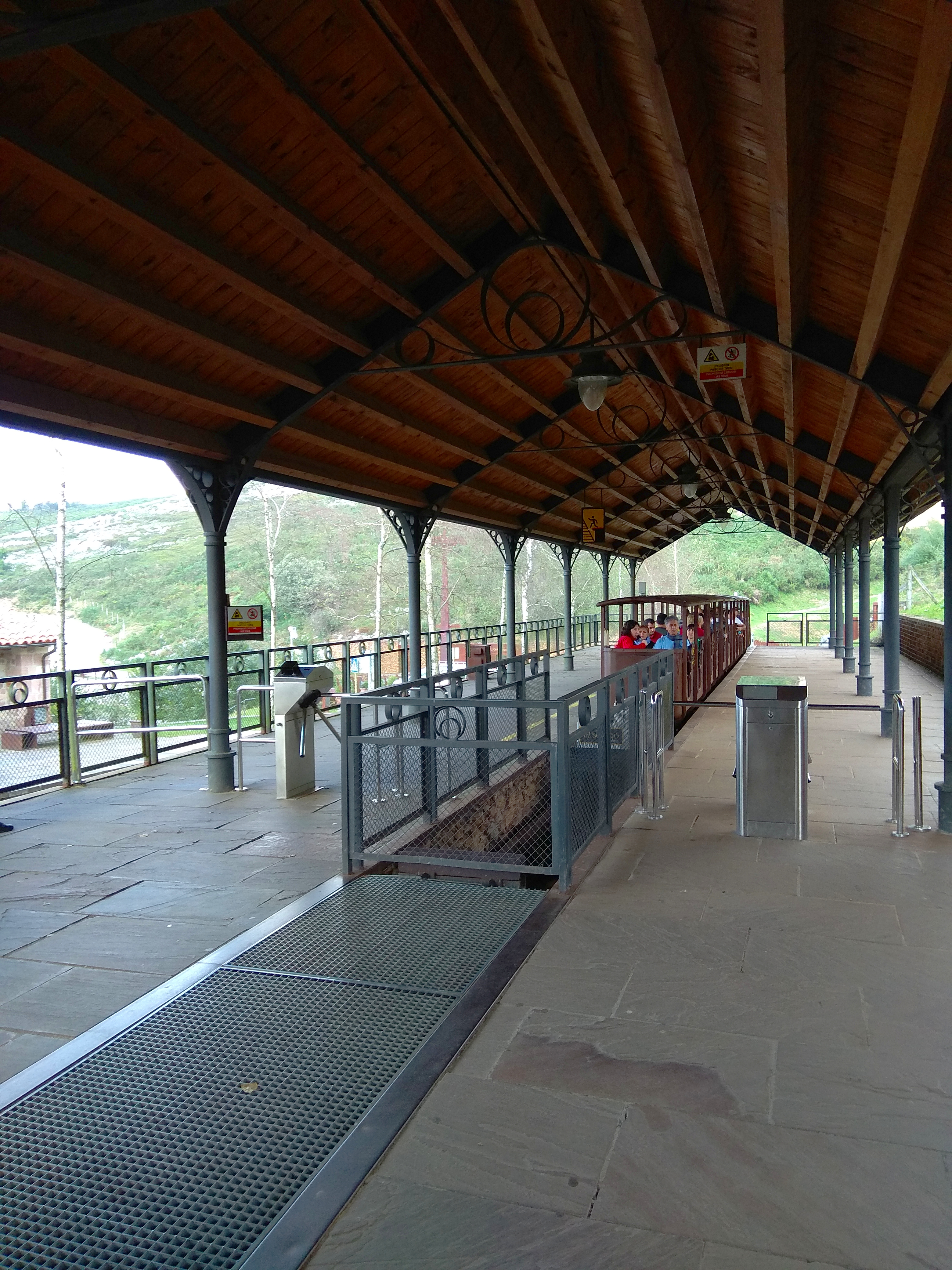
Estación exterior del tren minero de acceso a la cueva, con las vagonetas que utilizaban los mineros para el transporte de material.

La cueva de El Soplao es una cavidad situada en los municipios de Herrerías, Valdáliga (pueblos de Labarces y Roiz) y Rionansa (pueblo de Celis), en la sierra de Arnero, en Cantabria (España) a una altitud de 540 m s. n. m. Es considerada una cavidad única a nivel mundial[cita requerida] por la calidad y cantidad de las formaciones geológicas (espeleotemas) que alberga en sus 20 kilómetros de longitud total, aunque solo 4 están abiertos al público. En ella se encuentran formaciones poco comunes como helíctitas (estalactitas excéntricas que desafían la gravedad) y draperies (sábanas o banderas traslúcidas colgando del techo). Las rocas sobre las que se desarrolla el karst que da lugar a la cueva datan del Mesozoico, concretamente del periodo Cretácico, hace 240 millones de años.

## Historia
La cavidad fue descubierta accidentalmente durante las labores de perforación minera siendo aprovechada posteriormente para la extracción de minerales (en la visita guiada se accede únicamente a dos de las ocho galerías). Los mineros denominaban soplaos a las cavidades kársticas que cortaban en sus trabajos y que creaban fuertes corrientes de aire. Durante su explotación, muchas familias de la zona se sustentaban con los ingresos que obtenían de esa actividad minera, compaginada con la ganadera. Tras décadas de abandono, la espeleología, y en concreto el «Speleo Club Cántabro», S.C.C., desde el año 1975, descubrió su auténtico valor geológico.
El 1 de julio de 2005 el Gobierno de Cantabria la abrió al público después de acondicionar su interior y alrededores para el turismo. Se llega a la entrada de la cueva en un tren minero y el recorrido comienza en una antigua galería de la mina.
El sitio está propuesto como «Lugar de interés geológico español de relevancia internacional» (Global Geosite) por el Instituto Geológico y Minero de España, con la denominación «UR004: Yacimiento de Zn-Pb de La Florida y Cueva del Soplao» , dentro del contexto geológico «Mineralizaciones de Zn-Pb y Fe del Urgoniano de la cuenca vasco-cantábrica».

## Galerías
El Soplao es un entramado de grutas muy extenso y desarrollado en varios niveles. Los datos métricos de la cueva son los siguientes:
- desarrollo natural topografiado de la cavidad (12.585 m —mediciones del 2003—[5]); 19.768 m y –224 m —mediciones de 2010—;[6]
- desarrollo de mina relacionada y comunicada con la cavidad (3.240 m —mediciones del 2003—[5]); 27.900 m y –407 m —mediciones de 2010—;[6]
- cuevas de Lacuerre (2.927 m —mediciones del 2003—[5]);
- desarrollo total del sistema topografiado (17.852 m —mediciones del 2003—[5]).

Los nombres de las galerías fueron puestos en la década de los ochenta durante las primeras expediciones del Speleo Club Cántabro.

### Galería de los Fantasmas
Se trata de una sala natural que destaca por la cantidad de gruesas formaciones de estalagmitas blanquecinas y pisolitas emergiendo del suelo que, por su figura, dieron lugar al nombre de la galería. La galería mide 350 metros de longitud y algunas zonas alcanzan los 35 metros de anchura. Su nombre se debe a las grandes estalagmitas blancas que asemejan fantasmas, en las zonas finales de la galería. Tuvo un gran uso a comienzos del siglo XX como lugar de extracción y almacenaje de mineral por los mineros de la mina La Florida.

### Galería Gorda
Es una sala con una laguna subterránea artificial y una de las mayores en cuanto a su volumen. Es la primera galería en verse al acceder a El Soplao. El nombre le viene por la impresión de pequeñez causada a uno de los espeleólogos que investigaron las cuevas. Dispone de un sistema de iluminación que resalta el colorido de las formaciones de estalactitas del techo, cubierto de helictitas de calcita.

### Galería del Falso Suelo
Pequeña cámara caracterizada las formaciones rocosas en forma de finos hilos que se enroscan por todas partes.

### Galería del Campamento
Es de dimensiones moderadas, con anchuras de hasta 10 metros. El nombre se debe a la instalación de un campamento de investigación durante las primeras incursiones. Destacan las coladas, teñidas de rojo y blanco por los minerales de la zona.

### Galería de la Coliflor
Destacan las enormes estalagmitas, muchas veces excéntricas, que se llegan a unir al final con el techo. Pueden apreciarse las huellas de un terremoto que azotó el lugar.

### Galería de El Bosque
Galería muy alta que debe su nombre a su semejanza con un bosque natural. Las coladas y la unión de estalacticas y estalagmitas se suceden por doquier, creando grandes y variadas columnas. Al igual que en la Galería de la Coliflor se aprecian huellas de un seísmo.

### Galería Génesis
Situada al este. Es una de las más altas, llegando a los 30 metros de altura. Su longitud supera los 160 metros. Destacan los mantos de coladas, las estalagmitas gigantes y los nidos de pisolitas. Su nombre se debe a la cantidad de colores que aparecen en ella, a causa de la variedad de las sales disueltas en el agua.

### Otras galerías
- Galería del Puente
- Galería de la Sirena
- Galería Las Columnas
- Galería Gris
- Galería del Alud
- Galería de la Cabra
- Galería Las Maravillas
- Galería Húmeda

## Geología
La cueva se desarrolla en dolomías del Aptiense (Cretácico Inferior), impregnadas por mineralizaciones de plomo-zinc. Se han explorado unos 20 km de pasadizos y corredores, pero el principal es de unos 2 km de longitud.
El relleno sedimentario es principalmente siliciclástico, en los que aparecen intercalados cuerpos decimétricos de óxidos negros de manganeso y espeleotemas de carbonato cálcico.

### Especies minerales
Sigue una lista de los principales minerales encontrados en la explotación minera o en la cueva, por orden alfabético:
- Azabache
- Aragonito
- Calcita
- Dolomita
- Esfalerita
- Galena
- Marcasita
- Pirita
- Zaccagnaita-3R, raro mineral descubierto por primera vez en El Soplao.[8]

### Estromatolitos de óxido de manganeso
En el Soplao se han descrito por primera vez estromatolitos de óxidos de manganeso formados en el interior de una cueva. Son estructuras minerales bandeadas con forma de domo de origen bacteriano. En el análisis por microscopio electrónico de estas estructuras se han observado grandes cantidades de fósiles de bacterias. Parte de su interés está en que pueden ayudar a interpretar algunos estromatolitos del Precámbrico, que se habrían formado en ambientes pobres en oxígeno.
La edad de estos estromatolitos es de aproximadamente un millón de años, establecida por datación radiométrica con isótipos de uranio. Sin embargo los espeleotemas que se encuentran sobre ellos están datados entre 400 000 y 500 000 años.

## Yacimiento de ámbar

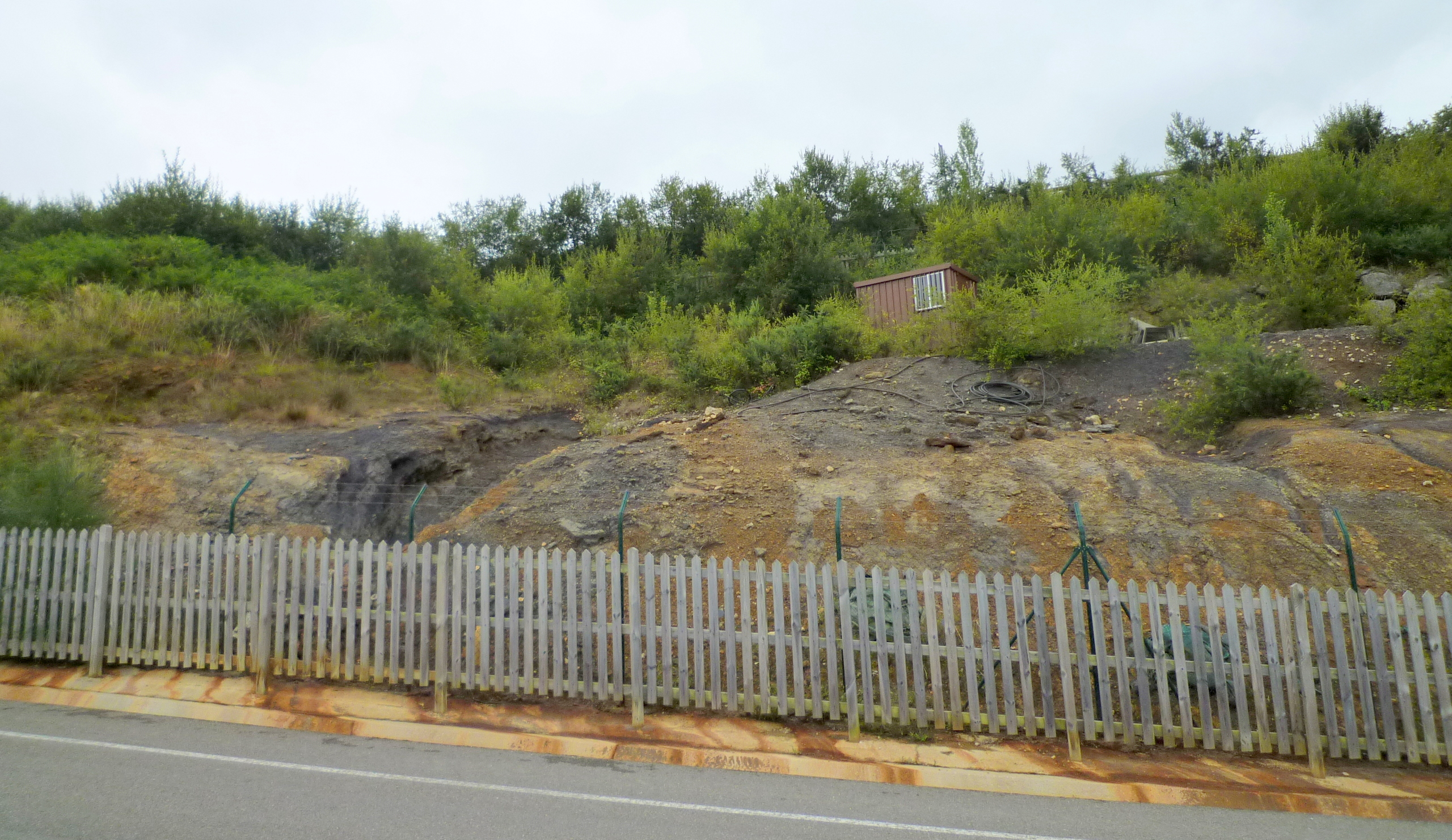
Yacimiento paleontológico de Rábago/El Soplao.

Dentro del Bien de Interés Cultural, a unos tres kilómetros de la cueva, se encuentra el yacimiento paleontológico de Rábago/El Soplao, conocido por los fósiles de insectos, arácnidos y otros artrópodos atrapados en ámbar a mediados del periodo Cretácico. Fue descubierto en julio de 2008.
Se han descrito nuevas especies en dicho yacimiento:
- Tethysthrips hispanicus[9]
- Cantabroraphidia marcanoi[9]
- Hallucinochrysa diogenesi